# Scaptotrigona tubiba
Scaptotrigona tubiba är en biart som först beskrevs av Smith 1863.  Scaptotrigona tubiba ingår i släktet Scaptotrigona och familjen långtungebin. Inga underarter finns listade i Catalogue of Life.